# Wapen van De Pinte

Het wapen van De Pinte

Het wapen van De Pinte is het heraldisch wapen van de Oost-Vlaamse gemeente De Pinte. Een eerste wapen werd in 1971 aan de gemeente toegekend. Het huidige wapen werd in 1985 per ministerieel besluit verkregen. Het wapen komt ook terug op de gemeentelijke vlag. Op de vlag wordt alleen het schild afgebeeld.

## Geschiedenis
Het eerste wapen van De Pinte werd toegekend in 1971. Dit wapen bestond uit twee schilden. De officiële blazoenering van dat wapen luidde als volgt:
Twee aaneengesloten schilden: rechts in goud drie rozen van vier bladeren van keel, geknopt van het veld, gepunt van sinopel, het schildhoofd van keel, beladen met een gaande en omziende leeuw van goud, getongd van keel (Rockholfing); links, in keel drie sleutels van goud paalsgewijs geplaatst, de baard omhoog en naar rechts (Sint-Pietersabdij te Gent).
Dit wapen bestond dus uit twee schilden. Van dit oude wapen is alleen de rode kleur overgenomen in het nieuwe wapen. Andere wapenelementen zijn niet overgenomen. Het wapen dat in gebruik is genomen, is gelijkend aan dat van Zevergem. De positie van de zilveren blokken is in dat wapen aangepast.
Het schild met sterren en blokjes is afgeleid van het wapen van de familie Volcaert. In 1664 werd Filips Volcaert toegestaan om wrong boven zijn helm te vervangen door een helmkroon. Daarnaast mocht hij ook twee leeuwen als schildhouders gaan voeren. Frederik Frans Hubert Volcaert voerde in 1682 een wapen met daarop twee sterren met acht punten en twaalf blokjes. Vanaf dat jaar werd dit wapen in ongewijzigde vorm het familiewapen. In 1716 kreeg laatstgenoemde Volcaert de titel van graaf, waarna hij op zijn wapen de wapenkroon mocht vervangen door een gravenkroon bestaande uit dertien parels. Dit familiewapen werd later door de gemeente De Pinte als gemeentewapen aangenomen. De Pinte heeft hiervoor gekozen omdat het grondgebied van de familie in de oude gemeente Zevergem lag. Zevergem is in 1977 opgegaan in de gemeente De Pinte.

## Blazoenering
De eerste blazoenering van het wapen luidt als volgt:
In keel drie achtpuntige sterren van goud, vergezeld van twaalf blokjes van zilver, 4, 1, 2 en 5 geplaatst, deze laatste zoomsgewijze. Het schild getopt met een kroon met dertien parels waarvan drie verheven en gehouden door twee leeuwen van goud, geklauwd en getongd van keel.
Het wapen is rood van kleur met daarop drie sterren met elk acht punten. Om de sterren zijn in totaal twaalf zilveren blokken geplaatst. De blokken staan met vier in het schildhoofd, een tussen de sterren in, twee ter hoogte van de onderste ster en vijf zoomsgewijs in de schildvoet. Het schild wordt vastgehouden door twee staande, gouden leeuwen. De nagels en tongen zijn allen rood van kleur. Op het schild staat een oude gravenkroon van dertien parels met drie parels op de rand van parels.